# Bastardo da Renânia

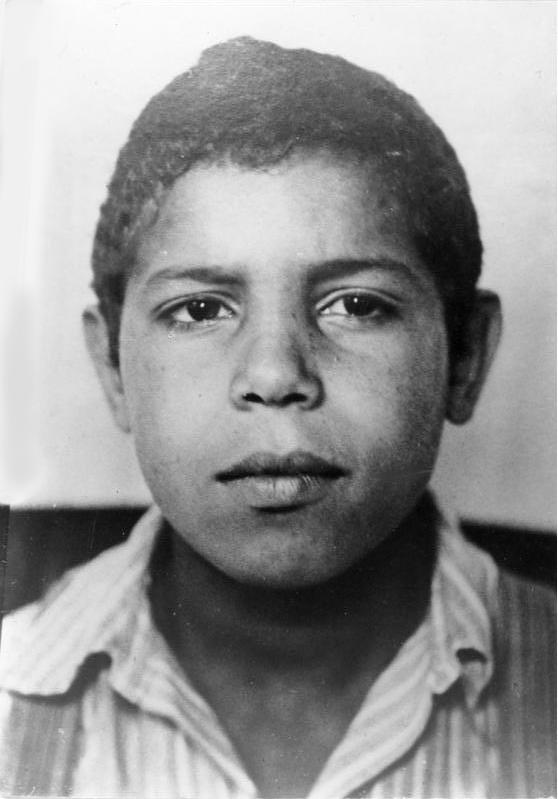
Jovem renano que foi classificado como "bastardo" e "hereditariamente inapto" sob o regime nazista

Bastardo da Renânia (em alemão:  Rheinlandbastard) foi uma expressão derrogatória usada na Alemanha nazista para descrever afro-alemães. De acordo com as teorias racistas dos nazistas, representavam uma minoria inferior e foram alvo de campanhas de esterilização forçada em massa.

## História

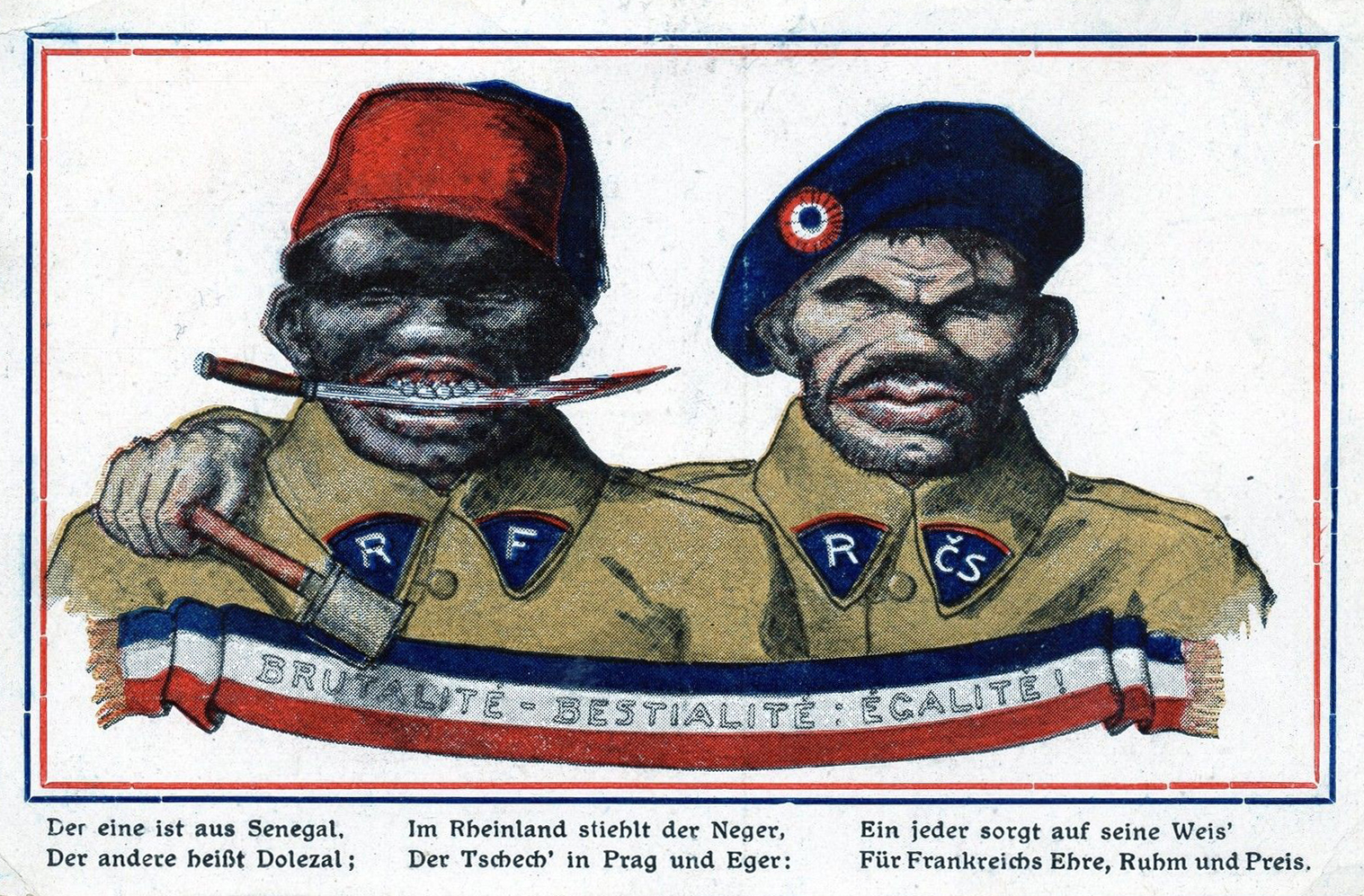
“Brutalidade, Bestialidade, Igualdade”, diz o postal alemão, de janeiro de 1923. Um senegalês do exército francês está representado ao lado de um soldado checo

O termo "Bastardo da Renânia" remonta a 1919, logo após a Primeira Guerra Mundial, quando as tropas da Entente, a maioria delas francesas, ocuparam a Renânia. Alguns desses militares provinham das colônias africanas da França e, durante a ocupação, geraram, às vezes após estupros, crianças mestiças. O historiador britânico Richard J. Evans estimou que o número de crianças mestiças era de quinhentas ou seiscentas.
A partir da primavera de 1920, os jornais alemães publicaram frequentemente histórias sensacionalistas sobre o alegado "Terror Negro no Reno", acusando soldados senegaleses de violarem diariamente milhares de mulheres alemãs. No popular romance de 1921 Die Schwarze Schmach: Der Roman des geschändeten Deutschlands ("A vergonha negra: um relato da Alemanha desgraçada", em tradução livre), de Guido Kreutzer, ele escreveu que todas as crianças mestiças nascidas na Renânia nasceram "física e moralmente degeneradas" e não poderiam ser consideradas alemãs. Kreutzer também declarou que as mães dessas crianças deixavam de ser alemãs no momento em que faziam sexo com homens não-brancos, e nunca poderiam ingressar na Volksgemeinschaft.
No livro Mein Kampf, Adolf Hitler descreveu as crianças resultantes de qualquer tipo de relacionamento com soldados africanos como uma contaminação da raça branca "pelo sangue negro no Reno, no coração da Europa". Sem qualquer base, ele afirmou que a participação de soldados negros na ocupação da Renânia tinha sido orquestrada por "judeus", supostamente para rebaixar o nível cultural da Alemanha.

## Legado colonial
A maior parte da pequena população multirracial da Alemanha naquela época era composta por filhos de colonos alemães e missionários nas antigas colônias alemãs na África e na Melanésia, que se casaram com mulheres locais ou tiveram filhos com elas fora do casamento. Com a perda do império colonial alemão após a Primeira Guerra Mundial, alguns desses colonos regressaram à Alemanha com as suas famílias mestiças. Embora a população negra da Alemanha nazista fosse pequena – em torna de 20 a 25 mil numa população de mais de 65 milhões – os nazistas decidiram agir contra essa minoria, em especial a que estava na Renânia. Eles desprezavam a cultura negra, que consideravam inferior, e procuravam proibir gêneros musicais "tradicionalmente negros", como o jazz americano, como sendo "música negra corrupta".
O governo estabeleceu a Sonder Kommission Nr.3 ("Comissão Especial 3") e nomeou Eugen Fischer, do Instituto Kaiser Wilhelm de Antropologia, Hereditariedade Humana e Eugenia, para chefiá-la. Ele foi encarregado de impedir a procriação e reprodução dos "Bastardos da Renânia". Foi decidido que qualquer pessoa assim considerada seria esterilizada de acordo com a Lei para a Prevenção de Filhos com Doenças Hereditárias, de 1933.
O programa começou em 1937, quando as autoridades locais foram solicitadas a identificar os "Bastardos da Renânia" sob sua jurisdição. Ao todo, cerca de 800 crianças de ascendência mista foram presas e esterilizadas.